# Ayacucho Fútbol Club
Maillots
Actualités
L'Ayacucho Fútbol Club, anciennement appelé Inti Gas, est un club péruvien de football basé à Ayacucho.

## Histoire

### Les débuts du club (2008)
Fondé en 2008 sous le nom de Club Inti Gas Deportes Ayacucho, le club reprend la place de l'Olímpico Somos Perú qui évoluait alors en D2. Sous la houlette de l'entraîneur colombien Édgar Ospina (es), il accède à l'élite en tant que vice-champion de 2e division.

### Séjour en1redivision(2009-2022)
Ce même entraîneur permet au club de disputer son premier tournoi international, en l'occurrence la Copa Sudamericana, en 2012. L'Inti Gas aura l'occasion de participer à trois Copa Sudamericana d'affilée (2012 donc, 2013 et 2014).
En 2015, l'Inti Gas adopte son nom actuel de Ayacucho Fútbol Club. En terminant à la 4e place au classement général du championnat 2020, l'Ayacucho FC obtient le droit de participer à l'édition 2021 de la Copa Libertadores, une première dans l'histoire du club. Mieux encore, il s'octroie le tournoi de clôture dudit championnat en battant le Sporting Cristal aux tirs au but (1-1ap puis 3-2tab).
Malgré une élimination en phase de groupes de la Copa Sudamericana 2022, rien ne laissait présager une issue de saison fatale pour le club. En effet, antépénultième du championnat 2022, l'Ayacucho FC perd en barrage de promotion-relégation face à l'Unión Comercio (0-3 et 2-1) et descend en 2e division dès 2023 après 14 saisons d'affilée au sein de l'élite.

### L'Ayacucho FC en D2 (2023-)
Pour son retour en 2e division, le club finit à la 10e place lors du championnat de D2 2023 sans espoir d'aspirer à la montée. L'Ayacucho FC avait cependant déposé une plainte auprès du Tribunal Arbitral du Sport (TAS) contestant les conditions de sa descente. Néanmoins, le 28 septembre 2023, le TAS rejette l'appel du club, obligé de continuer en D2.

## Résultats sportifs

### Palmarès
| - Tournoi de clôture (1) : - Vainqueur : 2020-C. |  | - Championnat du Pérou D2 : - Vice-champion : 2008. |

### Bilan et records
| - Saisons au sein du championnat du Pérou : 14 (2009-2022). - Saisons au sein du championnat du Pérou D2 : 3 (2008 / 2023-). - Plus large victoire obtenue en compétition officielle : - Ayacucho FC 7:0 Carlos Stein (championnat D2 2023). - Plus large défaite concédée en compétition officielle : - Sporting Cristal 6:0 Ayacucho FC (championnat 2018). | - Copa Libertadores : 1 participation (2021). - Copa Sudamericana : 4 participations (2012, 2013, 2014 et 2022). - Plus large victoire obtenue en compétition officielle : - Ayacucho FC 2:0 Sport Boys (Copa Sudamericana 2022). - Jorge Wilstermann 0:2 Ayacucho FC (Copa Sudamericana 2022). - Plus large défaite concédée en compétition officielle : - Grêmio 6:1 Ayacucho FC (Copa Libertadores 2021). |

## Personnalités historiques du club

### Joueurs

#### Meilleurs buteurs(plus de 30 buts)
| Rang | Nom                    | Buts | Période               |
| ---- | ---------------------- | ---- | --------------------- |
| 1    | Mauricio Montes        | 48   | 2018-2020             |
| 2    | Carlos Orejuela        | 36   | 2013-2014 / 2016-2017 |
| 3    | Fernando Oliveira (en) | 31   | 2012-2015             |

### Entraîneurs

#### Entraîneurs marquants
Parmi les entraîneurs marquants du club, on retrouve le Colombien Édgar Ospina (en), vice-champion de 2e division en 2008. L'Argentin Gerardo Ameli (en), vainqueur du tournoi de clôture en 2020, est le premier entraîneur à remporter un titre avec l'Ayacucho FC.

#### Liste des entraîneurs
| - Miguel Guzmán (2008) - Édgar Ospina (en) (2008-2009) - José Torres (2010) - Édgar Ospina (en) (2010-2012) - César Tabares (es) (2013) - Rolando Chilavert (2013-2014) - Carlos Fabián Leeb (en) (2014-2015) - Fredy García (2015) | - Hugo Iervasi (2015) - Nolberto Tullo (2015) - Édgar Ospina (en) (2015-2016) - Carlos Fabián Leeb (en) (2016) - Francisco Melgar (es) (2017) - Carlos Fabián Leeb (en) (2017-2018) - Duilio Cisneros (2018) - Mario Viera (en) (2018-2019) | - Gerardo Ameli (en) (2019-2020) - Walter Fiori (en) (2021) - Alejandro Apud (en) (2022) - Marcelo Vivas (en) (2022) - Édgar Ospina (en) (2022) - Oseias de Souza (2023) - Sergio Castellanos (2023-) |

## Structures du club

### Estadio Ciudad de Cumaná
Avec une capacité de 15 000 spectateurs, il s'agit de l'enceinte principale de l'Ayacucho FC qui y a joué trois compétitions internationales: les Copa Sudamericana de 2012, 2013 et 2014. Le stade fut inauguré en 1974, à l'occasion du 150e anniversaire de la Bataille d'Ayacucho qui scella l'indépendance définitive du Pérou, et porte le nom de la ville natale du général Antonio José de Sucre, victorieux lors de cette bataille. Le gouvernement du Venezuela finança entièrement la construction du stade.